# Gaudichaudia palmeri
Gaudichaudia palmeri är en tvåhjärtbladig växtart som beskrevs av S. Wats.. Gaudichaudia palmeri ingår i släktet Gaudichaudia och familjen Malpighiaceae. Inga underarter finns listade i Catalogue of Life.